# Martwa strefa (powieść)
Martwa strefa (ang. The Dead Zone) – powieść Stephena Kinga napisana w 1979. Jest to thriller z elementami fantastycznymi. Po raz pierwszy wydana Polsce w 1993 nakładem wydawnictwa Phantom Press International pod tytułem Strefa śmierci. Kilkukrotnie wznawiana przez wydawnictwo Prima (1998, 1999, 2000 – jako Strefa śmierci) i Prószyński i S-ka (2004, 2007 – jako Martwa strefa). Sugerowano, że powieść opowiada o autentycznym przypadku Petera Hurkosa, który po odniesionym w wyniku upadku z drabiny urazie głowy ogłosił, że posiada zdolności psychometryczne.

## Fabuła
Nauczyciel Johnny Smith w wyniku wypadku samochodowego zapada na niecałe 5 lat w śpiączkę. Po przebudzeniu odkrywa u siebie niezwykłe zdolności – wystarczy, że kogoś dotknie, a może poznać przeszłość, myśli, a nawet przyszłość tej osoby. Wkrótce przekonuje się, że ten dar jest również przekleństwem.

## Ekranizacje
Powieść została zekranizowana dwukrotnie. Pierwszy raz, w 1983 powstał film Martwa strefa, którego reżyserii podjął się David Cronenberg. Główne role zagrali w nim: Martin Sheen i Christopher Walken. Drugą ekranizacją był telewizyjny serial pod tym samym tytułem powstały w latach 2002–2007. Serial ten często w znacznej mierze odbiegał od książki – niektóre wątki rozbudowano, inne skrócono lub usunięto. Główną rolę w tym serialu grał Anthony Michael Hall.